# Pachyphytum garciae
Pachyphytum garciae là một loài thực vật có hoa trong họ Crassulaceae. Loài này được Perez-Calix & Glass miêu tả khoa học đầu tiên năm 1999.